# Grudnjak
Grudnjak is een plaats in de gemeente Zdenci in de Kroatische provincie Virovitica-Podravina. De plaats telt 23 inwoners (2001).